# ناحیه هولبرت، میشیگان
ناحیه هولبرت (به انگلیسی: Hulbert Township) یک منطقهٔ مسکونی در ایالات متحده آمریکا است که در شهرستان چیپوا، میشیگان واقع شده‌است.
 ناحیه هولبرت ۱۸۶٫۰ کیلومتر مربع مساحت و ۱۶۸ نفر جمعیت دارد و ۲۲۴ متر بالاتر از سطح دریا واقع شده‌است.